# Második thorni béke

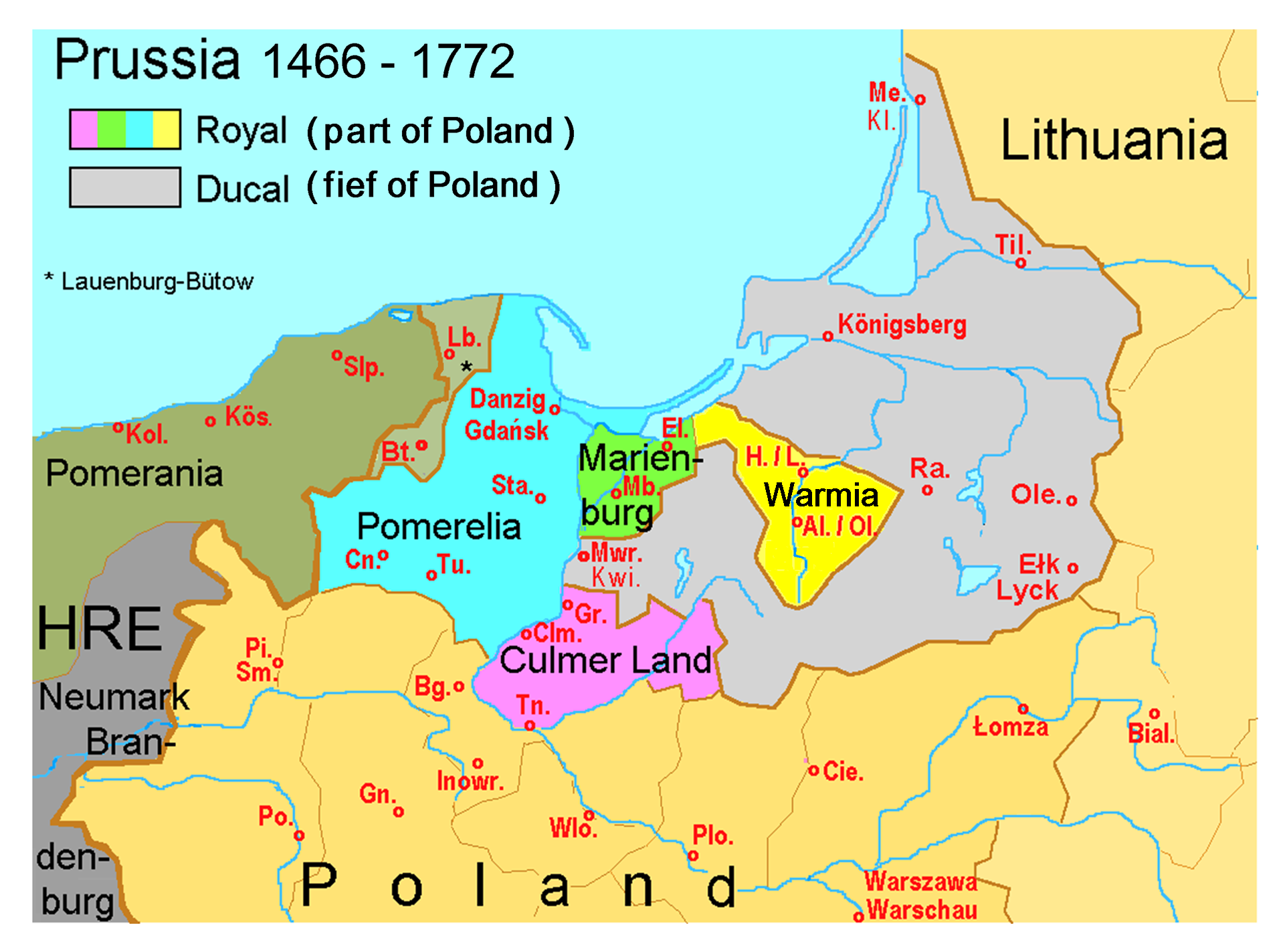
színes: Királyi Poroszország
világos szürke: Hercegi Poroszország

A második thorni béke a Német Lovagrend és Lengyelország közt dúló tizenhárom éves háborút lezáró, 1466. október 19-én, Thornban megkötött békeszerződés. (Az első thorni békét 1411-ben kötötte a rend és a Lengyel–Litván Unió.)
A békeszerződésben a lovagok lemondtak teljes Kelet-Pomerániáról, Nyugat-Poroszországról, a kulmi és ermlandi (warmiai) püspökségekről, Danzig (Gdańsk), Thorn (Toruń), Neustadt Elbing (Elbląg), Michaelu városokról, a székhelyről Marienburgról, több várról és kikötőről, köztük Gdingenről, melyet még 1309-ben foglaltak el. Ezek mint királyi Poroszország kerültek a Lengyel Királysághoz.
A Lovagrend ezentúl hűbéri esküt volt kénytelen tenni a lengyeleknek, flottájukat elvették, és külpolitikát már nem folytathattak, ennek tetejébe az eddig kizárólag németekből álló rend kénytelen volt lengyel nemzetiségűeket is felvenni.
A 15. század végétől a lovagrend a Német-római Birodalom területéről való választófejedelmeket, hercegeket és őrgrófokat tett meg nagymesternek, remélve, hogy támogatást nyernek a lengyel bekerítés ellen; köztük volt Brandenburgi Albert, teljes nevén Albrecht von Hohenzollern Brandenburg-Ansbach (1510–25).